# Ilyphagus irenaia
Ilyphagus irenaia är en ringmaskart som först beskrevs av Chamberlin 1919.  Ilyphagus irenaia ingår i släktet Ilyphagus och familjen Flabelligeridae. Inga underarter finns listade i Catalogue of Life.